# Centro delle donne di Bologna
Il Centro di documentazione, ricerca e iniziativa delle donne della città di Bologna, spesso abbreviato in Centro di documentazione delle donne di Bologna o Centro delle donne di Bologna, è un centro di documentazione che ha sede nell'ex convento di Santa Cristina di via del Piombo 5-7, a Bologna.
Il centro ospita la Biblioteca italiana delle donne e l'Archivio di storia delle donne. L'Archivio raccoglie i fondi documentali dell'associazione Orlando riconosciuti di particolare interesse storico dal Ministero della cultura, e la Biblioteca italiana delle donne, considerata «la più importante biblioteca specializzata in cultura femminile, studi di genere e femminismo d'Italia».

## Storia
Negli anni settanta e ottanta del Novecento Bologna era una città ricca di risorse, all'avanguardia sulle tematiche di genere e ben da prima, grazie alla presenza dell'Università, vantava una lunga tradizione di "protagonismo intellettuale e culturale delle donne". Il centro delle donne nacque quindi in una città e in un contesto particolarmente favorevoli al fermento socio-culturale e al dialogo tra la pubblica amministrazione e le componenti attive della società.
Sin dall'inizio degli anni settanta, l'articolata e complessa documentazione che è oggi alla base della collezione del centro, costituita da differenti tipologie di supporto (documentazione cartacea comprendente anche manifesti e fotografie, registrazioni sonore, filmati e video), venne prodotta, raccolta e conservata da un gruppo di donne attivo a Bologna, quando ancora l'Associazione Orlando e il centro non erano formalmente costituiti.

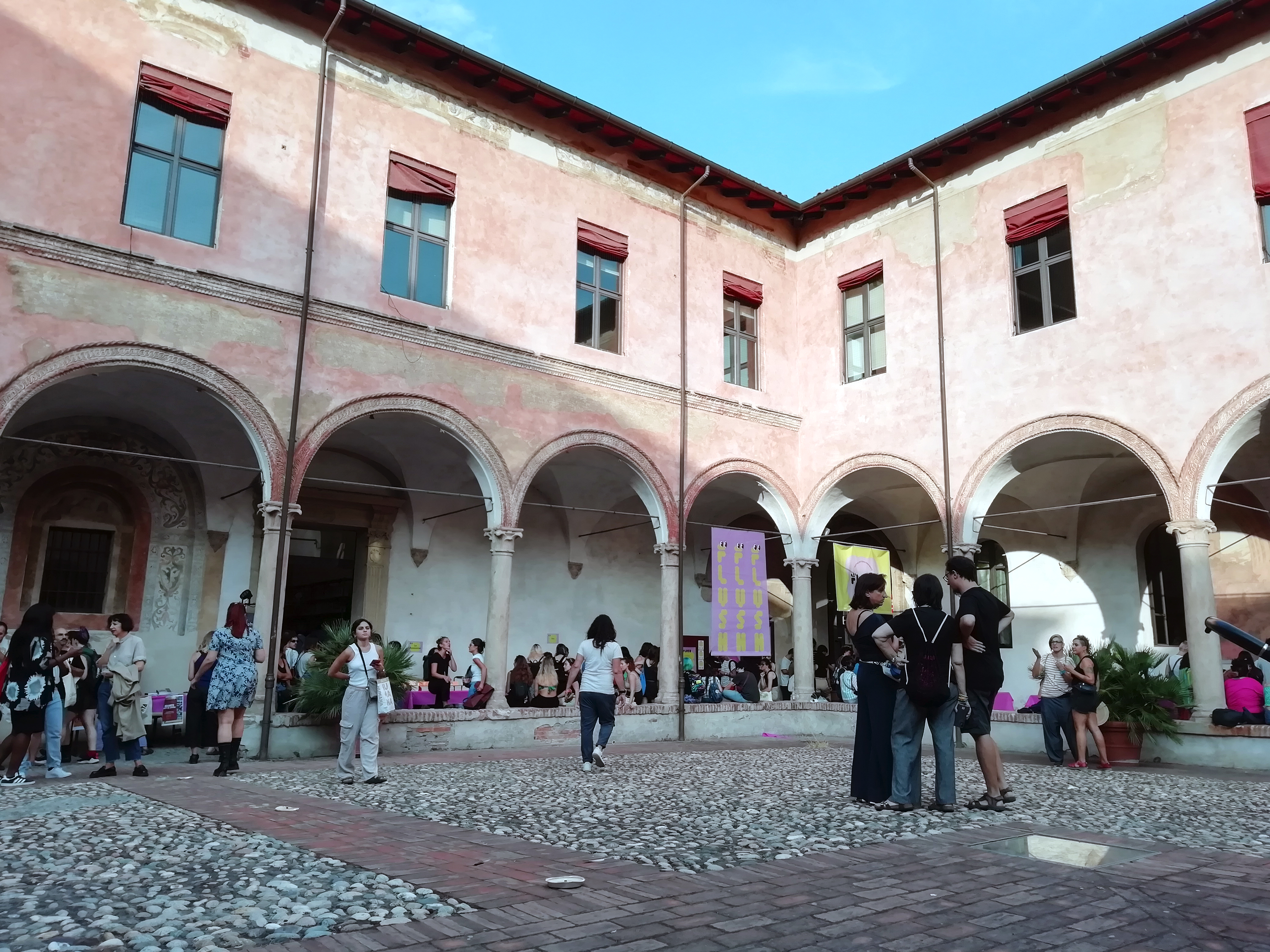
L'attuale sede si trova nel complesso di Santa Cristina. Particolare del chiostro durante Flush, festival editoria femminista.

Nel 1982, da una elaborazione di questo gruppo femminista bolognese e dell'assessora all'istruzione Aureliana Alberici del Comune di Bologna, nacque l'idea di un centro di documentazione, ricerca e iniziativa delle donne.
Il centro venne inaugurato in via Galliera n. 4 nel maggio 1982, in occasione dell'iniziativa Niente cade dal cielo, una rassegna cinematografica dedicata ad alcune registe tedesche. In questa sede si organizzarono le prime iniziative e si raccolse un primo nucleo di opere di quella che divenne in seguito la biblioteca.
Nel 1983 nacque l'Associazione Orlando, che firmò con il Comune una convenzione per la gestione autonoma del centro, il quale divenne presto un importante punto di riferimento per numerosi gruppi femministi italiani e esteri.
In alcune sale di palazzo Montanari, la seconda sede del centro, sempre in via Galliera, si costituì la Biblioteca delle donne, destinata a raggiungere un ricco patrimonio di volumi e periodici a diventare dal 1989 la Biblioteca italiana delle donne e dal 1991 un progetto di biblioteca di interesse nazionale.
Nei primi anni novanta del Novecento il centro iniziò a orientarsi verso l'accesso alla conoscenza digitale. Nel 1993 venne formalizzata la creazione della Rete Lilith, a cui il Centro delle donne bolognese, che era anche sede del Coordinamento dei centri, aderì fin da subito.
Nel 1994, sulla scia della rivoluzione tecnologica, il centro inaugurò il Server Donne, «portale di genere, contiene informazioni, iniziative, data base, progetti e ricerche connotate dai saperi e dalle pratiche elaborate dalle donne».
Nel 2002, il motore di ricerca Cercatrice di rete, che valorizzava i risultati "femminili", venne messo on line.
Successivamente, la biblioteca e la documentazione furono ospitate a Palazzo dei Notai per poi spostarsi nal 2005 nell'attuale sede, nell'ex-convento di Santa Cristina di via del Piombo 5.
Nel 2006, grazie a un progetto finanziato dal MiBAC, nacque la Biblioteca digitale delle donne, per la digitalizzazione e l'accorpamento del patrimonio archivistico e bibliotecario.
Nel 2010, il Ministero della cultura ha riconosciuto il particolare interesse storico dell'Archivio di storia delle donne, costituito nel 2007 dalla riorganizzazione delle carte dell'associazione Orlando e parte integrante del centro di documentazione.

## Descrizione

### Biblioteca italiana delle donne
La Biblioteca italiana delle donne di Bologna è «la più importante biblioteca specializzata in cultura femminile, studi di genere e femminismo d'Italia».
È gestita dall'Associazione Orlando attraverso una convenzione con il Comune di Bologna e con il sostegno della Regione Emilia-Romagna, grazie a finanziamenti del Ministero per i Beni e le Attività Culturali.
Possiede un patrimonio di oltre 40.000 volumi sono inseriti nel Catalogo unico del Servizio bibliotecario nazionale, e 600 periodici, di cui 50 attivi.

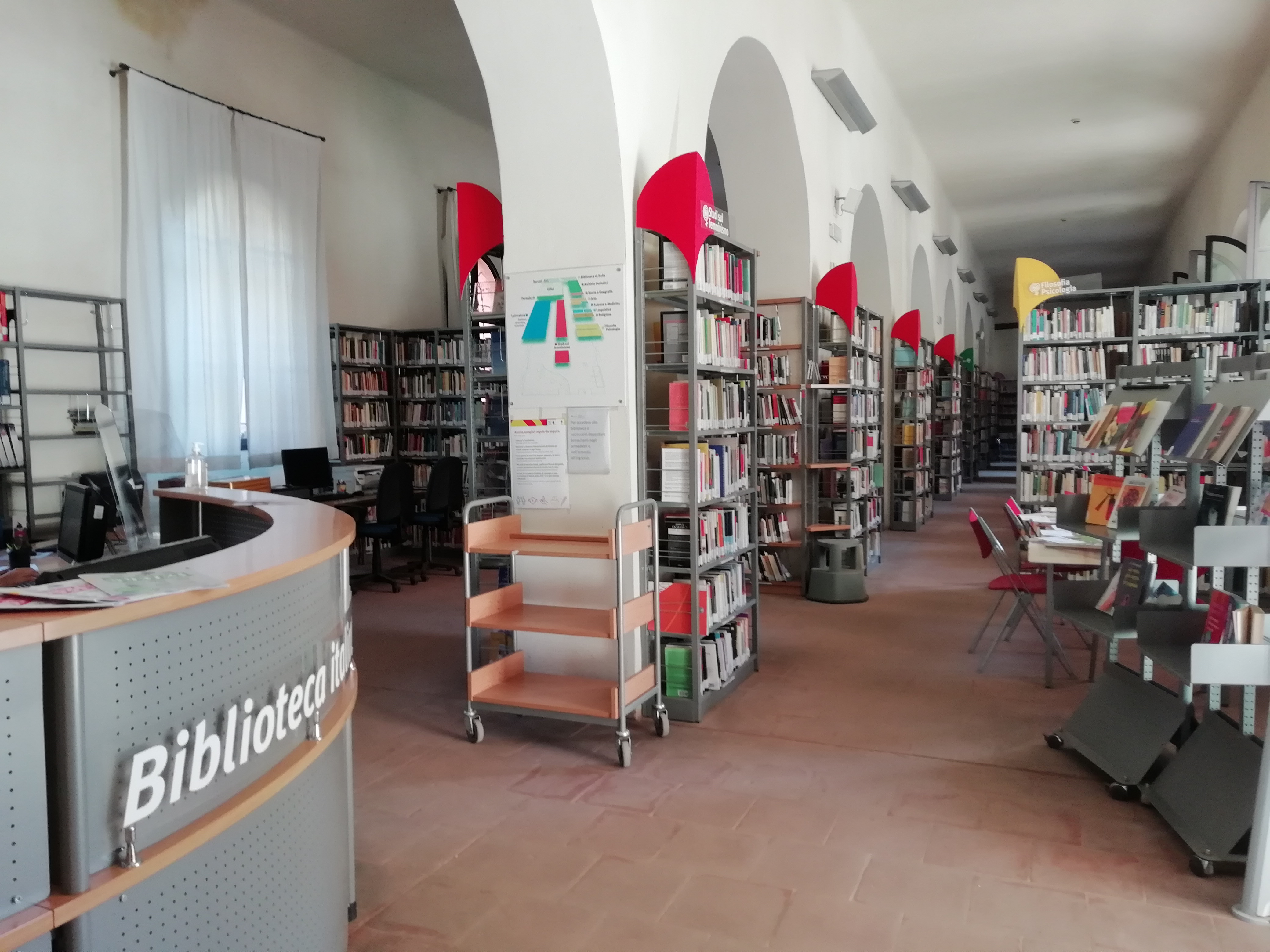
La biblioteca italiana delle donne

La collezione della biblioteca raccoglie pubblicazioni riguardanti varie tematiche tra cui il femminismo, la storia dei movimenti politici delle donne, gli studi di genere e gli studi sulla donna, i diritti, il corpo, la cura, la sessualità, il costume, le nuove tecnologie e il gender divide, l'imprenditoria e l'occupazione femminile, la soluzione non violenta dei conflitti e le donne migranti.
La biblioteca dispone di alcuni fondi speciali tra cui la Collezione storica, che conta circa 4.000 opere edite prima del 1960 e che costituisce un patrimonio unico nel panorama bibliotecario nazionale sulle tradizioni della cultura femminile e in Italia.
Oltre a testi antichi risalenti fino al Cinquecento, la collezione contiene una sezione significativa di letteratura e poesia italiana di autrici del calibro di Annie Vivanti, Ada Negri, Grazia Deledda, Cristina Campo, Neera, Anna Banti, ecc.. Ad esse si aggiungono opere di autrici straniere di differenti periodi storici e una parte dedicata al reference di circa 350 opere biografiche o autobiografiche relative a italiane e straniere attive in svariati ambiti, dalle scienziate alle artiste alle politiche.
La biblioteca possiede inoltre un'importante raccolta di periodici, contenente 135 testate di riviste pubblicate tra Otto e Novecento come: La donna, Vita femminile, Il Giornale delle Donne, Cordelia, Madame, ecc… e una sezione per la letteratura grigia costituita da una collezione di manifesti, volantini e calendari storici nonché di fotografie di artiste italiane, tra le quali numerose sono state autografate: Wanda Capodaglio, Eleonora Duse, Emma Gramatica, Dina Galli ma anche Maria Callas, Lina Cavalieri, Toti Dal Monte, ecc.
Tramite le numerose donazioni di importanti enti e di privati e acquisti mirati sono state create la "Biblioteca di Sofia", dedicata alla letteratura per bambine per la propria formazione, e il "Fondo Rosi Braidotti", composto da circa 900 opere di filosofia femminista contemporanea, dono della filosofa alla Biblioteca delle donne.
La biblioteca fa parte di: Women's Information Network of Europe (WINE), European Association for Gender Research, Education and Documentation (ATGENDER), Resource & Documentation Centre (RDC) dell'Istituto europeo per l'uguaglianza di genere.

### Biblioteca digitale delle donne
Grazie a dei finanziamenti speciali del Ministero per i beni e le attività culturali, è stato avviato un progetto di digitalizzazione del patrimonio della Biblioteca italiana delle donne con l'obiettivo di provvedere alla conservazione del materiale raro e di pregio e di rendere disponibile la fruizione on line.
La Biblioteca digitale delle donne è un progetto che comprende opere a stampa di diverse epoche relative alla memoria storica, culturale, politica e sociale delle donne italiane e dei loro movimenti di emancipazione e liberazione dall'Ottocento ad oggi. La biblioteca digitale permette di raggiungere nuovi pubblici e facilita l'accesso agli utenti interessati.

### Archivio di storia delle donne
L'Archivio di storia delle donne è ospitato presso la sede del centro di documentazione sulla base della Convenzione tra l'Associazione Orlando e il Comune di Bologna, ricevendo dalla Sovrintendenza archivistica la notifica di archivio di interesse storico.

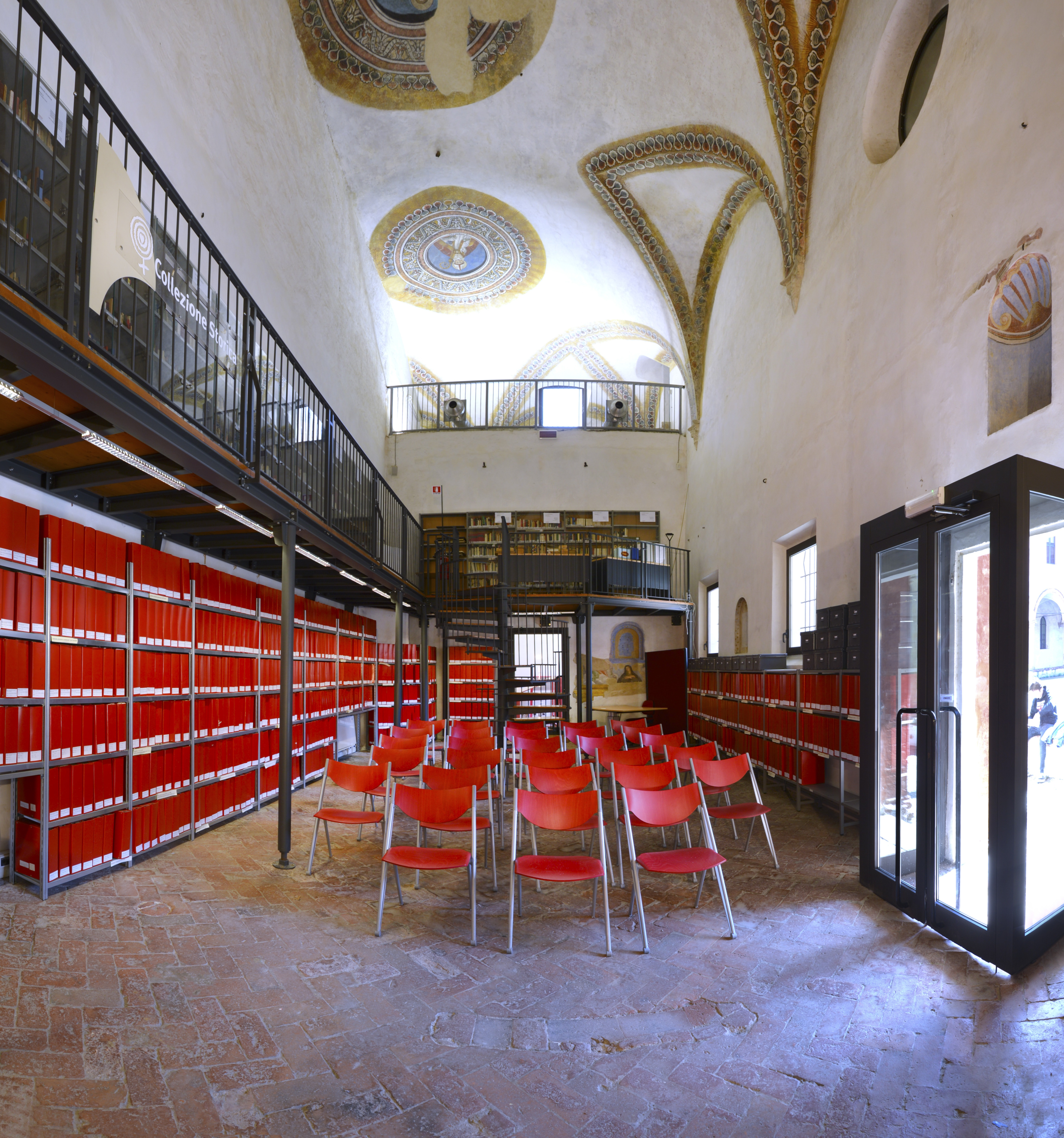
L'Archivio di storia delle donne occupa i locali un tempo adibiti a monastero.

L'archivio conserva i documenti prodotti dal 1980 al 2005 dell'Associazione Orlando e dal gruppo che l'ha costituita, nel corso della sua attività e della conduzione del centro di documentazione. A questo nucleo centrale si uniscono materiali provenienti da altri centri e gruppi di donne presenti a livello regionale, nazionale e internazionale, e documenti di seminari, convegni, incontri del femminismo contemporaneo.
Inoltre sono presenti fondi personali. Il fondo "Storia del movimento delle donne in Emilia-Romagna" che comprende materiale scritto relativo agli anni settanta del Novecento e un'importante raccolta di interviste a protagoniste del movimento. Una consistente raccolta digitalizzata e in via di inventariazione con un progetto di conservazione e gestione di archivi sonori, sostenuto dalle Fondazioni Carisbo e Del Monte e la collezione dei manifesti ha dato alla Biblioteca digitale delle donne.
Negli ultimi anni l'apertura al pubblico dell'Archivio storico ha reso consultabile le carte, i documenti sonori, le immagini che si sono sedimentate nel corso di questi decenni, facendo confluire la domanda di una storia dei femminismi contemporanei nelle loro molteplici manifestazioni con la necessità di raccogliere, leggere e studiare ciò che è stato lasciato dalle testimonianze delle donne.

### Server Donne
Il Server Donne è stato un portale e un sistema informativo di genere per introdurre il sapere delle donne non solo nella raccolta di informazioni e servizi web di Internet ma anche al più ambizioso livello di software e di hardware.. La finalità del progetto era quello di creare uno strumento utile di formazione personale e di sostegno alla crescita di nuovi soggetti collettivi per la realizzazione di servizi e interventi rivolti alle donne, che vede coinvolto tutto il polo territoriale emiliano tra cui molte aggregazioni femminili e enti locali.

## Associazione Orlando
Associazione Orlando, che ha progettato il Centro delle donne di Bologna alla fine degli anni settanta del Novecento, è un'associazione di promozione sociale femminista ufficialmente istituita nel 1983.